# Geert Horst
Geert Horst (1957) is een Nederlands politicus voor de ChristenUnie.
In 1990 werd Horst lid van de gemeenteraad in Hoevelaken. Na de fusie met Nijkerk in 2000 was hij raadslid en vervolgens van 2006 tot 2010 voorzitter van de fractie van de ChristenUnie-SGP in de Nijkerkse gemeenteraad. Tussen mei 2011 en 21 september 2015 was hij wethouder namens ChristenUnie-SGP in een college met het CDA en de VVD. Horst werd de opvolger van Henk Lambooij die burgemeester werd in Putten. Die laatste partij verbrak op 25 juni 2015 de belofte om de Koopzondagen niet in te zullen voeren door de motie van de oppositie een week later te steunen, waardoor het college viel. Op 22 september 2015 werd er een nieuw college geïnstalleerd; voor het eerst zonder christelijke partijen.